# Skytrax
Skytrax – firma konsultingowa z siedzibą w Wielkiej Brytanii, prowadząca badania pasażerskich linii lotniczych z całego świata. Każdego roku przyznaje odznaczenia dla Najlepszych Linii Lotniczych i Najlepszego Lotniska (1–5 gwiazdek). Firma posiada forum, na którym pasażerowie mogą wyrażać opinie na temat linii lotniczych i lotnisk. W toku badań marketingowych Skytrax ocenia elementy związane z transportem lotniczym, m.in. prezencję załogi, rozrywki na pokładzie (ang. inflight entertainment) czy catering.

## Nagrody

### Linie lotnicze Roku
| Rok  | Zwycięzcy                           | Zwycięzcy                    |
| ---- | ----------------------------------- | ---------------------------- |
| 2023 | 1. Singapore Airlines               | Singapur                     |
| 2023 | 2. Qatar Airways                    | Katar                        |
| 2023 | 3. All Nippon Airways               | Japonia                      |
| 2023 | 4. Emirates                         | Zjednoczone Emiraty Arabskie |
| 2023 | 5. Japan Airlines                   | Japonia                      |
| 2022 | 1. Qatar Airways                    | Katar                        |
| 2022 | 2. Singapore Airlines               | Singapur                     |
| 2022 | 3. Emirates                         | Zjednoczone Emiraty Arabskie |
| 2022 | 4. All Nippon Airways               | Japonia                      |
| 2022 | 5. Qantas                           | Australia                    |
| 2021 | 1. Qatar Airways                    | Katar                        |
| 2021 | 2. Singapore Airlines               | Singapur                     |
| 2021 | 3. All Nippon Airways               | Japonia                      |
| 2021 | 4. Emirates                         | Zjednoczone Emiraty Arabskie |
| 2021 | 5. Japan Airlines                   | Japonia                      |
| 2020 | Odwołano z powodu pandemii Covid-19 |                              |
| 2019 | 1. Qatar Airways                    | Katar                        |
| 2019 | 2. Singapore Airlines               | Singapur                     |
| 2019 | 3. All Nippon Airways               | Japonia                      |
| 2019 | 4. Cathay Pacific                   | Hongkong                     |
| 2019 | 5. Emirates                         | Zjednoczone Emiraty Arabskie |
| 2018 | 1. Singapore Airlines               | Singapur                     |
| 2018 | 2. Qatar Airways                    | Katar                        |
| 2018 | 3. All Nippon Airways               | Japonia                      |
| 2018 | 4. Emirates                         | Zjednoczone Emiraty Arabskie |
| 2018 | 5. EVA Air                          | Tajwan                       |
| 2017 | 1. Qatar Airways                    | Katar                        |
| 2017 | 2. Singapore Airlines               | Singapur                     |
| 2017 | 3. All Nippon Airways               | Japonia                      |
| 2017 | 4. Emirates                         | Zjednoczone Emiraty Arabskie |
| 2017 | 5. Cathay Pacific                   | Hongkong                     |
| 2016 | 1. Emirates                         | Zjednoczone Emiraty Arabskie |
| 2016 | 2. Qatar Airways                    | Katar                        |
| 2016 | 3. Singapore Airlines               | Singapur                     |
| 2016 | 4. Cathay Pacific                   | Hongkong                     |
| 2016 | 5. All Nippon Airways               | Japonia                      |
| 2015 | 1. Qatar Airways                    | Katar                        |
| 2015 | 2. Singapore Airlines               | Singapur                     |
| 2015 | 3. Cathay Pacific                   | Hongkong                     |
| 2015 | 4. Turkish Airlines                 | Turcja                       |
| 2015 | 5. Emirates                         | Zjednoczone Emiraty Arabskie |
| 2014 | 1. Cathay Pacific                   | Hongkong                     |
| 2014 | 2. Qatar Airways                    | Katar                        |
| 2014 | 3. Singapore Airlines               | Singapur                     |
| 2014 | 4. Emirates                         | Zjednoczone Emiraty Arabskie |
| 2014 | 5. Turkish Airlines                 | Turcja                       |
| 2013 | 1. Emirates                         | Zjednoczone Emiraty Arabskie |
| 2013 | 2. Qatar Airways                    | Katar                        |
| 2013 | 3. Singapore Airlines               | Singapur                     |
| 2013 | 4. All Nippon Airways               | Japonia                      |
| 2013 | 5. Asiana Airlines                  | Korea Południowa             |
| 2012 | 1. Qatar Airways                    | Katar                        |
| 2012 | 2. Asiana Airlines                  | Korea Południowa             |
| 2012 | 3. Singapore Airlines               | Singapur                     |
| 2012 | 4. Cathay Pacific                   | Hongkong                     |
| 2012 | 5. All Nippon Airways               | Japonia                      |
| 2011 | 1. Qatar Airways                    | Katar                        |
| 2011 | 2. Singapore Airlines               | Singapur                     |
| 2011 | 3. Asiana Airlines                  | Korea Południowa             |
| 2011 | 4. Cathay Pacific                   | Hongkong                     |
| 2011 | 5. Thai Airways International       | Tajlandia                    |
| 2010 | 1. Asiana Airlines                  | Korea Południowa             |
| 2010 | 2. Singapore Airlines               | Singapur                     |
| 2010 | 3. Qatar Airways                    | Katar                        |
| 2010 | 4. Cathay Pacific                   | Hongkong                     |
| 2010 | 5. Air New Zealand                  | Nowa Zelandia                |
| 2009 | 1. Cathay Pacific                   | Hongkong                     |
| 2009 | 2. Singapore Airlines               | Singapur                     |
| 2009 | 3. Asiana Airlines                  | Korea Południowa             |
| 2009 | 4. Qatar Airways                    | Katar                        |
| 2009 | 5. Emirates                         | Zjednoczone Emiraty Arabskie |
| 2008 | 1. Singapore Airlines               | Singapur                     |
| 2008 | 2. Cathay Pacific                   | Hongkong                     |
| 2008 | 3. Qantas                           | Australia                    |
| 2007 | 1. Singapore Airlines               | Singapur                     |
| 2007 | 2. Emirates                         | Zjednoczone Emiraty Arabskie |
| 2007 | 3. Cathay Pacific                   | Hongkong                     |
| 2006 | 1. British Airways                  | Wielka Brytania              |
| 2006 | 2. Qantas                           | Australia                    |
| 2006 | 3. Cathay Pacific                   | Hongkong                     |
| 2005 | 1. Cathay Pacific                   | Hongkong                     |
| 2005 | 2. Qantas                           | Australia                    |
| 2005 | 3. Emirates                         | Zjednoczone Emiraty Arabskie |
| 2004 | 1. Singapore Airlines               | Singapur                     |
| 2004 | 2. Emirates                         | Zjednoczone Emiraty Arabskie |
| 2004 | 3. Cathay Pacific                   | Hongkong                     |

### Port Lotniczy Roku
| Rok  | Zwycięzcy                                                   | Zwycięzcy                   |
| ---- | ----------------------------------------------------------- | --------------------------- |
| 2015 | 1. Port lotniczy Singapur-Changi                            | Singapur                    |
| 2015 | 2. Port lotniczy Seul-Incheon                               | Korea Południowa            |
| 2015 | 3. Port lotniczy Monachium                                  | Niemcy                      |
| 2015 | 4. Port lotniczy Hongkong                                   | Hongkong                    |
| 2015 | 5. Port lotniczy Tokio-Haneda                               | Japonia                     |
| 2014 | 1. Port lotniczy Singapur-Changi                            | Singapur                    |
| 2014 | 2. Port lotniczy Seul-Incheon                               | Korea Południowa            |
| 2014 | 3. Port lotniczy Monachium                                  | Niemcy                      |
| 2014 | 4. Port lotniczy Hongkong                                   | Hongkong                    |
| 2014 | 5. Port lotniczy Amsterdam-Schiphol                         | Holandia                    |
| 2013 | 1. Port lotniczy Singapur-Changi                            | Singapur                    |
| 2013 | 2. Port lotniczy Seul-Incheon                               | Korea Południowa            |
| 2013 | 3. Port lotniczy Amsterdam-Schiphol                         | Holandia                    |
| 2013 | 4. Port lotniczy Hongkong                                   | Hongkong                    |
| 2013 | 5. Port lotniczy Pekin                                      | Chiny                       |
| 2012 | 1. Port lotniczy Seul-Incheon                               | Korea Południowa            |
| 2012 | 2. Port lotniczy Singapur-Changi                            | Singapur                    |
| 2012 | 3. Port lotniczy Hongkong                                   | Hongkong                    |
| 2012 | 4. Port lotniczy Amsterdam-Schiphol                         | Holandia                    |
| 2012 | 5. Port lotniczy Pekin                                      | Chiny                       |
| 2011 | 1. Port lotniczy Hongkong                                   | Hongkong                    |
| 2011 | 2. Port lotniczy Singapur-Changi                            | Singapur                    |
| 2011 | 3. Port lotniczy Seul-Incheon                               | Korea Południowa            |
| 2011 | 4. Port lotniczy Monachium                                  | Niemcy                      |
| 2011 | 5. Port lotniczy Pekin                                      | Chiny                       |
| 2010 | 1. Port lotniczy Singapur-Changi                            | Singapur                    |
| 2010 | 2. Port lotniczy Seul-Incheon                               | Korea Południowa            |
| 2010 | 3. Port lotniczy Hongkong                                   | Hongkong                    |
| 2010 | 4. Port lotniczy Monachium                                  | Niemcy                      |
| 2010 | 5. Port lotniczy Kuala Lumpur                               | Malezja                     |
| 2009 | 1. Port lotniczy Seul-Incheon                               | Korea Południowa            |
| 2009 | 2. Port lotniczy Hongkong                                   | Hongkong                    |
| 2009 | 3. Port lotniczy Singapur-Changi                            | Singapur                    |
| 2009 | 4. Port lotniczy Zurych-Kloten                              | Szwajcaria                  |
| 2009 | 5. Port lotniczy Monachium                                  | Niemcy                      |
| 2008 | 1. Port lotniczy Hongkong                                   | Hongkong                    |
| 2008 | 2. Port lotniczy Singapur-Changi                            | Singapur                    |
| 2008 | 3. Port lotniczy Seul-Incheon                               | Korea Południowa            |
| 2007 | 1. Port lotniczy Hongkong                                   | Hongkong                    |
| 2007 | 2. Port lotniczy Singapur-Changi Port lotniczy Seul-Incheon | Singapur · Korea Południowa |

## Pięciogwiazdkowe linie lotnicze
- All Nippon Airways
- Asiana Airlines
- Cathay Pacific
- EVA Air
- Garuda Indonesia
- Hainan Airlines
- Japan Airlines
- Korean Air
- Qatar Airways
- Singapore Airlines[1]